# Durbaniopsis saga
The Boland Rocksitter (Durbaniopsis saga) là một loài bướm ngày thuộc họ Bướm xanh. Nó được tìm thấy ở Nam Phi in a wide area in the inland of the West Cape và North Cape mountains, from the Nieuwoudtville mountains phía nam to the Cederberg, Koue Bokkeveld, the Hex River và the Hawequas mountains. Nó cũng có mặt on low altitudes from Lambert’s Bay inland to Het Kruis.
Sải cánh dài 26–39 mm đối với con đực và 29–40 mm đối với con cái. Con trưởng thành bay từ tháng 10 đến tháng 12, but as early as tháng 9 at lower altitudes. Có một lứa một năm.
Ấu trùng ăn Cyanobacteria species.